# Svinařov
Svinařov là một làng thuộc huyện Kladno, vùng Středočeský, Cộng hòa Séc.